# And I Love You So (nummer)
And I Love You So is een nummer geschreven door de Amerikaanse singer-songwriter Don McLean.

## Don McLean
De eerste uitvoering van het lied was uitgevoerd door Don McLean en geproduceerd door Jerry Corbitt. Het nummer was de B-kant van het nummer Castles in the Air.  Het thema van het nummer is liefde. 

## Perry Como
In 1973 nam Perry Como het lied op voor zijn album And I Love You So. Het lied was geproduceerd door Chet Atkins. Deze versie haalde wel in verschillende landen de hitlijsten. In het Verenigd Koninkrijk haalde het de derde plek en stond het 35 weken in de lijst. In Amerika haalde het de Billboard Hot 100 en kwam tot een 29e plaats. Ook stond de lijst in de Nederlandse Hilversum 3 Top 30 op de 30e plaats. Het nummer leverde een Grammy-nominatie op in de categorie Best Pop Vocal Performance voor zangers.